# Ursula Bagdasarjanz
Ursula Bagdasarjanz   (Winterthur, 30 de juny de 1934) és una violinista suïssa.

## Adolescència
Ursula Bagdasarjanz va néixer a Suïssa, d'una mare violinista. Les llavors del talent musical d'Ursula es van sembrar al bressol o, com ella mateixa creu, es van donar com a regal per acompanyar-la durant la vida. El seu pare, Samuel Bagdasarjanz, va néixer a Romania, d'on la seva família va emigrar a Suïssa. Per mitjà de la seva mare, Margrit Weiss, nascuda a Suïssa, Ursula va aprendre a una edat primerenca a expressar-se amb el seu instrument. El 1944, als deu anys, Ursula Bagdasarjanz va oferir el seu primer concert (Beethoven Romance en fa major). Els seus professors van ser Aida Stucki a Winterthur, Suïssa (1944–1953), Marcel Reynal al Conservatori Nacional Superior de Músicaa París, França (1953-1956), on va rebre el "Premier Prix de Violon" el 1956, i Sándor Végh a Basilea, Suïssa (1957 i 1958). Va fer classes magistrals amb Joseph Calvet a París i Max Rostal a Berna. En aquell moment, Ursula Bagdasarjanz prenia classes de violí d'Aida Stucki, aquesta última era alumna de Carl Flesch, un dels educadors de violí més famosos de la història. Va ser un cop de sort: Ursula Bagdasarjanz, de petita, ja havia tingut l'oportunitat de familiaritzar-se amb un mètode de treball únic per als violinistes, el sistema d'escala de Carl Flesch.
El 2000, una altra estudiant d'Aida Stucki, la violinista virtuosa Anne-Sophie Mutter, va escriure la introducció de la nova edició d'Eric Rosenblith (publicada en anglès) al llibre de Carl Flesch sobre "The Art of Violin Playing". Un altre violinista que va fer una àmplia feina sobre les obres de Carl Flesch va ser Max Rostal. Va publicar una nova edició revisada i més àmplia del sistema d'escales el 1987 i va transmetre el seu coneixement profund de les obres estàndard de Carl Flesch als estudiants que assistien a les seves classes magistrals.
Com a solista i com a músic de cambra, Ursula Bagdasarjanz va seguir una activa carrera concertística. Va fer molt pel compositor Othmar Schoeck. Va interpretar una àmplia gamma de les seves obres per a violí, incloses les gravacions de totes les seves sonates per a violí, acompanyades de Gisela Schoeck, la filla del compositor.

## Presentació del concert de 1956-1982
Abans de començar els seus estudis al Conservatori Nacional Superior de París, Ursula Bagdasarjanz va ser guardonada amb el primer premi al "Concours Bellan" de París, França. Mentre estudiava, va fer el seu primer enregistrament de ràdio amb Radio Paris-Inter. Molts havien de seguir amb la mateixa estació. Després d'haver completat els seus estudis amb el "Premier Prix de Violon", va tornar a Suïssa. La seva important carrera concertística la va portar, a més d'actuacions en solitari a Suïssa, a una llarga gira de concerts a Espanya, Alemanya i Finlàndia, on es va convertir en la solista de l'orquestra de la ciutat de Turku. A Suïssa, va actuar repetidament com a solista amb grans orquestres i directors famosos, com lOrquestra Tonhalle Zurichi les orquestres de la ciutat de Winterthur (a Winterthur, Glarus i Uster), St. Gallen, Aarau, Solothurn i Olten, així com lOrquestra della Svizzera Italiana. Ursula Bagdasarjanz va fer concerts i recitals de violí a molts centres musicals a l'estranger: a Suïssa i, entre d'altres, a Barcelona, Berlín, Heidelberg, Darmstadt, Zuric, Winterthur, Ginebra, Schaffhausen, Basilea, Berna, Rorschach, Rapperswil, Herisau i Stans. Els seus enregistraments als estudis de ràdio de Zuric, Lugano, París i Berlín van contribuir significativament a fer-la més famosa com a solista suïssa.
Ursula Bagdasarjanz va actuar com a solista i narradora en un documental de ZDF TV, que presentava al públic la col·lecció preeminent d'instruments Stradivarius d'un industrial suís. També va formar part del jurat "Tonhalle Wettbewerb Zurich" (concurs de Tonhalle Zuric).
El juliol de 2001, 2002 i 2004, Ursula Bagdasarjanz va ser convidada a Romania per impartir classes magistrals de violí a Târgu-Mureş. També va formar part del jurat del concurs musical Constantin Silvestri. Ursula Bagdasarjanz va fer una entrevista a la ràdio Bucureşti. Els seus CD són molt apreciats.
Cal destacar la seva llarga col·laboració amb la pianista Gisela Schoeck, filla del compositor Othmar Schoeck. A més, el juny de 1995, Ursula Bagdasarjanz va ser escoltada amb la Dra. Knaus a "Musik à la Carte", l'emissió suïssa de la ràdio DRS, acompanyada de peces musicals dels seus CD.